# Nicolás Vallejo
Javier Nicolás Vallejo (Corzuela, Chaco, Argentina; 3 de enero de 2004) es un futbolista argentino. Juega de delantero y su equipo actual es el Independiente de la Primera División de Argentina.

## Trayectoria
Formado en las inferiores del Club Atlético Independiente, debutó en el primer equipo el 23 de julio de 2022 ante Atlético Tucumán. Anotó su primer gol en el club el 2 de octubre, gol que fue de la victoria por la mínima sobre Arsenal.
El 16 de septiembre de 2022, firmó su primer contrato con el club con una cláusula de rescisión de más de 15 millones de dólares.
El 1 de septiembre de 2023, Vallejo fue cedido a Talleres de Córdoba por 18 meses.

## Selección nacional
Fue citado al Campeonato Sudamericano Sub-20 de 2023.

## Estadísticas
Actualizado al último partido disputado el 23 de octubre de 2022
| Club                    | Div.          | Temporada     | Liga  | Liga  | Copas nacionales | Copas nacionales | Copas internacionales | Copas internacionales | Total | Total |
| Club                    | Div.          | Temporada     | Part. | Goles | Part.            | Goles            | Part.                 | Goles                 | Part. | Goles |
| ----------------------- | ------------- | ------------- | ----- | ----- | ---------------- | ---------------- | --------------------- | --------------------- | ----- | ----- |
| Independiente Argentina | 1.ª           | 2022          | 11    | 2     | 2                | 0                | 0                     | 0                     | 13    | 2     |
| Independiente Argentina | 1.ª           | 2023          | 20    | 1     | 1                | 1                | 0                     | 0                     | 21    | 1     |
| Independiente Argentina | Total club    | Total club    | 31    | 3     | 3                | 1                | 0                     | 0                     | 34    | 4     |
| Total carrera           | Total carrera | Total carrera | 31    | 3     | 3                | 1                | 0                     | 0                     | 34    | 4     |